# أمير كاريتش
أمير كاريتش (بالسلوفينية: Amir Karič)‏ (مواليد 31 ديسمبر 1973) هو لاعب كرة قدم. يلعب مع منتخب سلوفينيا لكرة القدم منذ عام 1996.

## وصلات خارجية
- أمير كاريتش على موقع الاتحاد الدولي (مؤرشف)  (الإنجليزية)
- أمير كاريتش على موقع رابطة كرة القدم اليابانية للمحترفين (اليابانية)
- أمير كاريتش على موقع قاعدة بيانات كرة القدم.إي يو (الإنجليزية)
- أمير كاريتش على موقع ناشيونال فوتبول تيمز (الإنجليزية)
- أمير كاريتش على موقع Soccerway.com (الإنجليزية)
- أمير كاريتش على موقع عالم كرة القدم.نت (الإنجليزية)
- National Football Teams